# Русава (Томашпольский район)
Русава (укр. Русава; до 2016 года — Русава-Радянка, укр. Русава-Радянка) — село на Украине, находится в Томашпольском районе Винницкой области.
Код КОАТУУ — 0523981603. Население по переписи 2001 года составляет 13 человек. Почтовый индекс — 24232. Телефонный код — 4348.
Занимает площадь 0,174 км².

## Адрес местного совета
24232, Винницкая область, Томашпольский р-н, с. Гнатков, ул. Ленина, 5